# Louise Bergerot-Roblastre
Pour les articles homonymes, voir Bergerot et Blot.
Louise Bergerot-Roblastre ou Louise Bergerot, née le 26 mars 1836 à Paris où elle est morte le 24 décembre 1914, est une peintre française.

## Biographie
Louise Sophie Joséphine Blot est la fille de Fromental Blot et de Louise Cécile Laborie.
En 1855, elle épouse Pierre François Victor Bergerot (1820-1900).
Élève de Dominique Rozier, d'Eugène Petit et de Gabriel Édouard Thurner, elle est essentiellement peintre de fleurs,.
Elle expose au Salon à partir de 1897, et expose régulièrement au salon de l'Union des femmes peintres et sculpteurs où elle remporte le prix de nature morte en 1904.
En 1904, elle épouse en secondes noces Jean Pierre Nicolas Charles Roblastre (1823-1907), ancien colonel ; Gabriel Édouard Thurner est témoin du mariage.
En 1906, elle est élue inspectrice des finances de l'Union des femmes peintres et sculpteurs, fonction qu'elle occupe jusqu'à la fin de sa vie ; à ce titre, elle fait partie du bureau de l'association.
Elle est nommée officier de l'Instruction publique en 1906.
Elle meurt à l'âge de 78 ans à son domicile de la rue Franklin. Elle est inhumée le 28 décembre 1914 au cimetière du Père-Lachaise.

## Œuvres exposées aux Salons

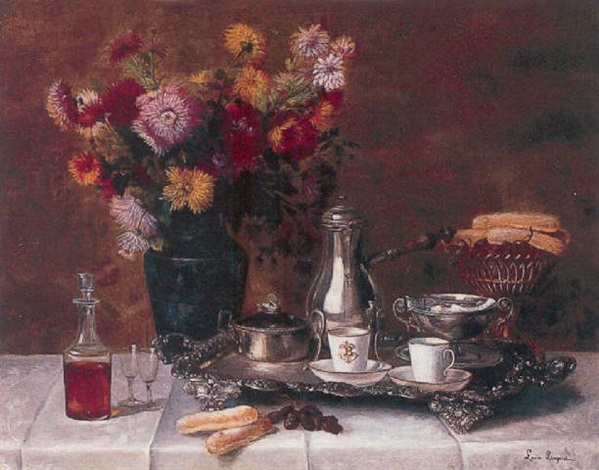
Nature morte (huile sur toile).

- Pivoines, au Salon de 1889 (Toulouse)
- Pêches et raisins, au Salon de 1889 (Toulouse)
- Bourriche de giroflées, au Salon de 1889 (Toulouse)
- Casque du XVIe siècle, au Salon de 1894 (Toulouse)
- Bottes d’asperges, au Salon de 1894 (Toulouse)
- Un vase de Saxe, au Salon de 1897 (Paris)
- A la sacristie, au Salon de 1899 (Toulouse)
- Brûle-parfums japonais, au Salon de 1899 (Toulouse)
- Pour la soupe aux choux, au Salon de 1902 (Toulouse)
- Aiguière et cornemuse, au Salon de 1902 (Toulouse)
- Cuirasse et bibelots, au Salon de 1903 (Toulouse)
- Un coin de cuisine normande, au Salon de 1903 (Paris)
- Champignons, au Salon de 1904 (Toulouse)
- O gué ! l’an IX, au Salon de 1904 (Toulouse)
- Un coin de cuisine normande, au Salon de 1905 (Toulouse)
- Grenades, au Salon de 1905 (Toulouse)
- Armes d'autrefois, au Salon de 1905 (Paris)
- Nature morte, au Salon de 1906 (Toulouse)
- Un coin d’atelier, au Salon de 1907 (Toulouse)
- Quand les Châtelaines filaient, au Salon de 1908 (Toulouse)